# Водневе
Водневе (до 2025 — Ударне) — село в Україні, у Кетрисанівській сільській громаді Кропивницького району Кіровоградської області. Населення становить 9 осіб (станом на 2001 рік).

## Історія
05 червня 2025 року відповідно до Постанови Верховної Ради України № 4483-IX село Ударне було перейменовано на село Водневе. Постанова набула чинності 18 червня 2025 року.

## Географія
Село розташоване на півдні району за 28,0 км на південь від центру громади, фізична відстань до Києва — 292,8 км. Селом тече Балка Водяна.

## Населення
Станом на 1989 рік у селі проживало 37 осіб, серед них — 22 чоловіки і 15 жінок.
За даними перепису населення 2001 року у селі проживало 9 осіб. Рідною мовою назвали:
| Мова       | Кількість осіб | Відсоток |
| ---------- | -------------- | -------- |
| українська | 9              | 100,00 % |